# Sanna Lankosaari
Sanna Lankosaari, född den 20 augusti 1978 i Kemi, är en finländsk ishockeyspelare.
Hon tog OS-brons i damernas ishockeyturnering i samband med de olympiska ishockeytävlingarna 1998 i Nagano.